# جورج بوكس
جورج إدوارد بيلهام بوكس (بالإنجليزية: George Edward Pelham Box)‏ (ولد في 18 أكتوبر 1919، في غريفسيند، المملكة المتحدة - توفي في 28 مارس 2013، في ماديسون، ويسكنسن، الولايات المتحدة)، هو إحصائي بريطاني. اشتهر بأعماله في مجالات ضبط الجودة وتحليل المتسلسلات الزمنية وتصميم التجارب والاستدلال البايزي.
ترسخ إسمه وارتبط بمجموعة من المناهج والطرق الإحصائية، كنموذج بوكس وجينكينز، ومنهج بوكس جينكينز وتحويلات بوكس كوكس وتصميم بوكس بينكن.
اشتهر بقولته:مبدئيا كل النماذج خاطئة، إلا أن بعضها مفيد، التي خطها في أحد كتبه حول منهج مساحات الإجابة.
حاز على جوائز وتكريمات متعددة، منها ميدالية شيوهارت (1968) وجائزة ويلكس ميموريال (1972) وجائزة فيشر للمحاضر الإحصائي (1974) وميدالية غي (1993).

## سيرته
درس جورج بوكس، في بداية مساره الجامعي، شعبة الكيمياء، ولم يتمكن من إنهائها، بسبب المناداة عليه للخدمة العسكرية. خلال الحرب العالمية الثانية، أنجز لحساب الجيش البريطاني تجارب علمية لاختبار أثر الغازات السامة، على حيوانات صغيرة.اضطر لتعلم الإحصاء بطريقة عصامية، لتحليل نتائج تجاربه. بعد الحرب التحق بكلية لندن الجامعية، والتي نال بها شهادة البكالوريوس في الرياضيات والإحصاء. تحصل على الدكتوراه من جامعة لندن، في 1953، تحت إشراف إيغون بيرسون، نجل كارل بيرسون.
بين 1948 و1956، اشتغل بوكس كإحصائي لفائدة الشركة الإمبراطورية للصناعات الكيميائية (ICI)، تخللتها سنة، اشتغل فيها كأستاذ زائر بجامعة شمال كارولاينا. اشتغل بعد ذلك في جامعة برنستون كمدير لمجموعة البحوث الإحصائية.
في 1960، التحق بوكس بجامعة ويسكونسن-ماديسون، حيث تكلف بخلق قسم الإحصاء. في 1984، أنشأ، رفقة بيل هانتر، مركز جامعة ويسكونسن-ماديسون للجودة وتحسين الإنتاجية. تقاعد بوكس رسميا في 1992، ليصبح أستاذا شرفيا Emeritus Professor بالجامعة.
على مستوى الحياة الشخصية، تزوج جورج بوكس، بجوان فيشر، ابنة رونالد فيشر، أب علم الإحصاء المعاصر. في 1978، أصدر، باشتراك مع زوجته جوان سيرة حول حياة رونالد فيشر.

## روابط خارجية
- جورج بوكس على موقع إن إن دي بي (الإنجليزية)